# علی حسینی (بازیکن والیبال)
علی حسین یا علی حسینی متولد ۱۳۶۱/۲/۸ در تهران والیبالیست ایرانی است.

## باشگاهی
او سابقه حضور در تیم‌های اتکا تهران، سایپا، پردیس قزوین، پیکان تهران و کاله آمل متین ورامین شهرداری اراک و فولاد سیرجان و هورسان رامسر را دارد.

## افتخارات
- دومین لیبروی باشگاه‌های جهان